# Triathlon na Igrzyskach Azjatyckich 2010
Triathlon na Igrzyskach Azjatyckich 2010 odbył się w dniach 13 - 14 listopada w Kantonie. Do rywalizacji przystąpiło 32 zawodników z 12 państw. Miejscem zmagań zawodników i zawodniczek był Guangzhou Triathlon Venue. Na zawody triathlonowe składały się dystanse: 1,5 km pływania, 40 km kolarstwa i 10 km biegu.

## Program
|  | Eliminacje |  | Finały |

| Konkurencja             | Konkurencja | 13.11 | 14.11 |
| ----------------------- | ----------- | ----- | ----- |
| Indywidualnie mężczyźni |             |       |       |
| Indywidualnie kobiety   |             |       |       |

## Medaliści
| Konkurencja:  | 1. miejsce    | 2. miejsce       | 3. miejsce   |
| Indywidualnie | Yuichi Hosoda | Ryosuke Yamamoto | Dmitrij Gaag |

| Konkurencja:  | 1. miejsce    | 2. miejsce        | 3. miejsce    |
| Indywidualnie | Mariko Adachi | Akane Tsuchihashi | Jang Yun-jung |

## Wyniki
| Miejsce | Zawodnik            | Czas       |
| ------- | ------------------- | ---------- |
|         | Yuichi Hosoda       | 1:52:15.56 |
|         | Ryosuke Yamamoto    | 1:52:41.49 |
|         | Dmitrij Gaag        | 1:53:08.21 |
| 4       | Dmitrij Smurow      | 1:53:46.42 |
| 5       | Heo Min-ho          | 1:54:10.42 |
| 6       | Kim Ju-seok         | 1:54:31.19 |
| 7       | Andrew Wright       | 1:54:45.47 |
| 8       | Daniel Lee          | 1:54:46.29 |
| 9       | Jiang Zhihang       | 1:55:03.77 |
| 10      | Sun Liwei           | 1:55:24.02 |
| 11      | Nikko Huelgas       | 2:01:53.01 |
| 12      | Antonio Lao         | 2:01:54.21 |
| 13      | Pavel Rastrigin     | 2:03:45.75 |
| 14      | Neil Catiil         | 2:05:28.59 |
| 15      | Shohruh Yunusov     | 2:06:02.53 |
| 16      | Kuok Chi Wai        | 2:09:27.75 |
| 17      | Mohd Zuhar Ismail   | 2:17:05.38 |
| 18      | Wei Kuo Hau         | 2:20:05.50 |
| 19      | Chuluunsukh Gansukh | 2:38:44.85 |
| —       | Gurudatta Gharat    | DNF        |
| —       | Mohammad Al-Sabbagh | DSQ        |

| Miejsce | Zawodniczka                | Czas       |
| ------- | -------------------------- | ---------- |
|         | Mariko Adachi              | 2:05:44.59 |
|         | Akane Tsuchihashi          | 2:06:31.56 |
|         | Jang Yun-jung              | 2:07:52.50 |
| 4       | Hoi Long                   | 2:08:21.37 |
| 5       | Fan Dan                    | 2:08:47.74 |
| 6       | Liu Ting                   | 2:09:15.11 |
| 7       | Hong Dan-bi                | 2:10:43.46 |
| 8       | Jekaterina Szatnaja        | 2:15:33.29 |
| 9       | Karolina Solowjowa         | 2:20:47.88 |
| 10      | Pooja Naresh Chaurushi     | 2:31:07.10 |
| 11      | Tuvshinjargalyn Enkhjargal | 2:41:56.04 |

## Klasyfikacja medalowa
| Klasyfikacja medalowa | Klasyfikacja medalowa | Klasyfikacja medalowa | Klasyfikacja medalowa | Klasyfikacja medalowa | Klasyfikacja medalowa |
| --------------------- | --------------------- | --------------------- | --------------------- | --------------------- | --------------------- |
| Miejsce               | Reprezentacja         | Złoto                 | Srebro                | Brąz                  | Razem                 |
| 1.                    | Japonia               | 2                     | 2                     | -                     | 4                     |
| 2.                    | Kazachstan            | -                     | -                     | 1                     | 1                     |
| 2.                    | Korea Południowa      | -                     | -                     | 1                     | 1                     |